# Fantic Motor Caballero (2017)
La quarta generazione della Fantic Motor Caballero è una motocicletta di tipo scrambler prodotta dalla casa motociclistica italiana Fantic Motor dal fine 2017 nello stabilimento di Quinto di Treviso.
Tale modello rende omaggio alla storica Caballero prodotta dal 1969 al 1981.

## Storia
Presentata sotto forma di modello di pre-produzione ad EICMA nel novembre 2016, la nuova generazione di Caballero è un modello totalmente nuovo dall’impostazione più stradale stile custom, simile all’omonimo storico modello anni settanta.
Il modello entra in produzione nella fabbrica di Quinto di Treviso alla fine del 2017 nella cilindrata 125 seguito l’anno successivo dai modelli 250 e 500.
Esteticamente sono disponibili due versioni: Scrambler e Flat Track. La Scrambler ha una estetica “vintage” che si ispira al modello del 1969 con sella più spessa e gomme tassellate mentre la Flat Track è più sportiva con una sella più sottile e allungata, impostazione più stradale con gomme lisce e differenti dettagli di design. Il telaio è il medesimo per tutti i modelli.
Nel corso degli anni la gamma si è arricchita di altri allestimenti soprattutto per il modello 500 che ha riscontrato maggior successo tra il pubblico: ad EICMA 2018 venne presentata la 500 Rally, nel 2020 invece arrivano i modelli 50th Anniversary e Deluxe con caratterizzazioni estetiche specifiche.
Nel 2021 si ha un rinnovamento della gamma e aggiornamenti alla ciclistica; il motore 250 esce di produzione mentre debutta la nuova gamma motori omologata Euro 5.
A novembre dello stesso anno viene presentata la gamma 2022 che comprende gli inediti allestimenti 500 Explorer e il nuovo modello base 125 Rally.
Ad EICMA 2022 viene presentata la Caballero 700 con motore Yamaha destinata ad essere commercializzata nel corso del 2023.

## Caratteristiche

### Allestimenti
La gamma allestimenti è composta da due versioni: Scrambler e Flat Track che differiscono per dettagli estetici e misura degli pneumatici. Sulla base di queste due sono stati realizzate altri modelli speciali. 
La Scrambler è lunga 2,080 metri, passo di 1,425 metri, sella alta 820 mm da terra (optional quella più spessa da 845 mm) da terra e un peso a secco di 130 kg. Tale allestimento monta gomme anteriori 110/80/R19 e posteriori 130/80/R17.
La Flat Track è lunga 2,120 metri, passo di 1,425 metri, sella alta 845 mm da terra. Monta gomme anteriori e posteriori da 130/80/R19 (solo sul modello 500 viene montata la 140/80/19 posteriore).

### Telaio
Il telaio è lo stesso per tutti i modelli ed è monotrave in acciaio al cromo-molibdeno per le 125 e 250 con monoammortizzatore Fantic FRS regolabile nel precarico e leveraggio progressivo e una forcella Fantic FRS a steli rovesciati da 41 mm. Solo la 500 ha il forcellone in alluminio.
L’impianto frenante è composto da disco anteriore da 320 mm e disco posteriore da 230 mm.

## Caballero 125
La più piccola monta l’ottavo da litro di origine Yamaha da 124,45 cc monocilindrico quattro tempi raffreddato a liquido e iniezione elettronica omologato Euro 4 abbinato a un cambio a sei marce. Il propulsore eroga 15 CV a 10.250 giri/min e una coppia nasisma di 11,2 Nm a 6.250 giri/min. 
Il peso a secco è di 130 kg.
Nel 2021 debutta il nuovo motore Yamaha-Minarelli 125 (124,45 cc effettivi) che ha gli stesso valori di potenza e coppia del precedessore ma è omologato Euro 5. 
Gli allestimenti sono:
- 125 Scrambler
- 125 Flat-Track
- 125 Rally
- 125 Deluxe (su base Scrambler)

## Caballero 250
La 250 monta il motore Zongshen monocilindrico di 249,6 cc, che sviluppa ben 25 cv a 8.000 giri con 22,5 Nm di coppia a 7.000 giri. È un monoalbero con 4 valvole, ovviamente a 4 tempi, dotato di raffreddamento a liquido e iniezione elettronica Athena GET. Omologato Euro 4 tale motore non viene più offerto dal fine 2020.

## Caballero 500

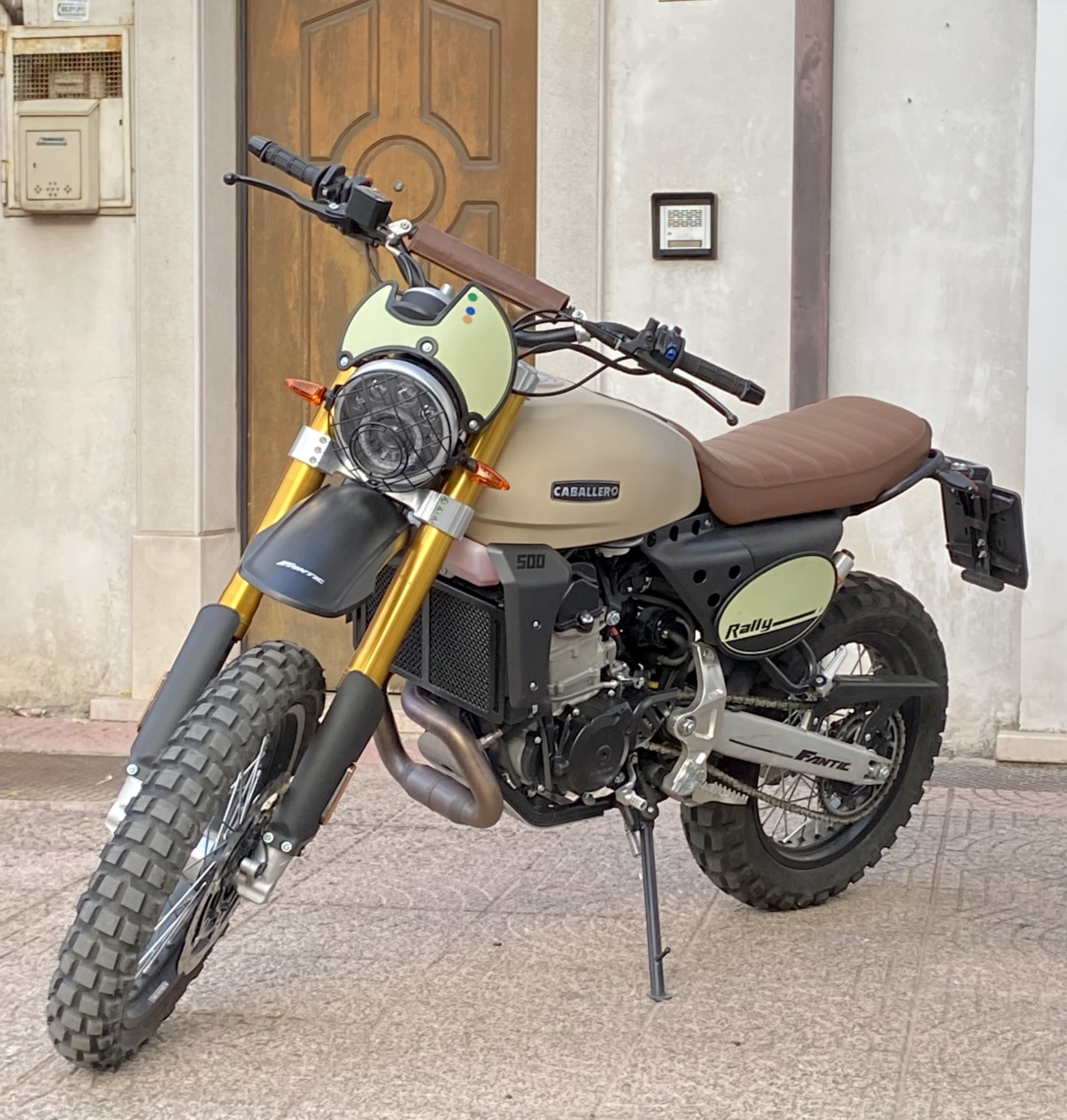
Caballero 500 Rally

Dal debutto nel 2018 fino al 2024, il Caballero 500 monta un motore monocilindrico a 4 tempi da 449 cc reali, raffreddato a liquido, fornito dalla cinese Zongshen. Il propulsore è un monoalbero (SOHC) a 4 valvole, capace di erogare 40 CV (32 kW) a 8.500 giri/min e una coppia massima di 43 Nm a 7.500 giri/min. Il motore è abbinato a un cambio a sei rapporti e inizialmente omologato Euro 4, con aggiornamento a Euro 5 nel 2021. 
La versione MY24 del Caballero 500 rappresenta una transizione tra la prima e la seconda generazione. Mantiene il motore 449 cc Zongshen, affinato rispetto agli anni precedenti, ma introduce importanti novità come la strumentazione TFT e le luci full LED, soluzioni riprese sulla successiva versione MY25. 
Dal 2025, con il MY25, il Caballero 500 riceve il nuovo motore MM460, un monocilindrico da 460 cc, bialbero (DOHC), con omologazione Euro 5+. Il motore è progettato, sviluppato e assemblato in Italia dalla Motori Minarelli (gruppo Fantic), e rappresenta un significativo passo avanti in termini di prestazioni, erogazione e qualità costruttiva.

### Allestimenti disponibili (con anni di produzione)
- Scrambler – in produzione dal 2018
- Flat Track – in produzione dal 2018 al 2023
- Rally – introdotto al EICMA 2018, in produzione dal 2019
- Deluxe – lanciato nel 2020, in listino dal 2021
- Explorer – prodotto dal 2022 al 2023
- Anniversary (50th Anniversary) – versione celebrativa apparsa a metà 2020 e venduta almeno fino al 2023

## Caballero 700
Nel novembre 2022 viene presentato ad EICMA il Caballero 700. Tale modello un telaio un monotrave in acciaio con il forcellone in alluminio, le sospensioni sono Marzocchi con forcella VRM da 45 mm, le ruote sono da 19”. La Caballero 700 adotta il nuovo motore Yamaha CP2 bicilindrico con distribuzione bialbero a 4 valvole raffreddato a liquido da 689 cc che eroga 75 cavalli e 68 Nm di coppia massima. Tale motore è omologato Euro 5.
La ruota monta cerchi sull’anteriore da 19” mentre al posteriore viene adottato un cerchio da 17”. L’impianto frenante adotta pinza Brembo radiale e disco flottante da 330 mm sull’anteriore e 245 mm nel posteriore. Il peso è di 180 kg e il serbatoio ha una capacità di 14 litri.